# Kellie Waymire
Kellie Suzanne Waymire (Columbus, Ohio, 27 de julio de 1967-Los Ángeles, California, 13 de noviembre de 2003) fue una actriz estadounidense. Fue conocida por sus papeles en las series de televisión Six Feet Under, Friends y Star Trek: Enterprise.

## Biografía, primeros años y educación
Waymire nació en Columbus, Ohio, siendo hija de Jack y Vickie Waymire. Tenía dos hermanos, Tony y Rebecca. Ella y su familia se mudaban con frecuencia debido al trabajo de sus padres. En Houston, Waymire asistió a la escuela secundaria Lamar, donde se interesó en la actuación y fue presidenta del club de teatro. Luego asistió a la Universidad Metodista del Sur, donde ganó el Premio Greer Garson.
Waymire completó la licenciatura en Bellas Artes en Teatro y obtuvo una Maestría en Bellas Artes de la Universidad de California en San Diego en 1993.

## Carrera
Después de graduarse de la universidad, Waymire se mudó a Nueva York. Comenzó su carrera televisiva en el papel de Emily Haynes en la telenovela One Life to Live en 1994.
En 1997, se mudó a Los Ángeles, y continuó su carrera en varios programas de televisión como The Practice, Judging Amy, The X-Files, Wolf Lake, CSI: Crime Scene Investigation, NYPD Blue y Yes, Dear.
Waymire fue elegida predominantemente para papeles poco convencionales o humorísticos. Dos de sus papeles más destacados fueron recurrentes en Six Feet Under, donde interpretó a Melissa, una prostituta; y en Star Trek: Enterprise, como la tripulante Elizabeth Cutler. Anteriormente había interpretado el papel de Lanya en Star Trek: Voyager. Apareció como estrella invitada en un episodio de la temporada 9 de Seinfeld.
En 2003, Waymire fue elegida para protagonizar la serie de televisión de comedia de Fox The Pitts. Fue cancelada después de cuatro semanas. Entre sus últimos papeles en pantalla se encuentran apariciones especiales en Friends (en el episodio "The One Where Ross Is Fine", emitido un mes antes de su muerte), Everwood y Wonderfalls, los dos últimos de los cuales se emitieron después de su muerte. Este último fue dedicado a su memoria. Apareció en varias películas, incluido un papel como Jane en la comedia dramática Playing by Heart (1998).

## Muerte
El 13 de noviembre de 2003, Waymire murió en su casa en Los Ángeles, California, de un paro cardíaco causado por una arritmia cardíaca no diagnosticada, probablemente relacionada con el prolapso de la válvula mitral, una condición que le habían diagnosticado cuando era adolescente. Su funeral se realizó el 23 de noviembre de 2003 en West Milton, Ohio.
El 8 de diciembre de 2003, se le realizó un homenaje en el Ralph Freud Playhouse, ubicado en Macgowan Hall en la UCLA.
El Fondo de Becas Kellie Waymire, a través de la Fundación UC San Diego, se estableció en su honor.

## Filmografía

### Películas
| Año  | Título                    | Papel        | Notas |
| ---- | ------------------------- | ------------ | ----- |
| 1998 | Playing by Heart          | Jane         |       |
| 1998 | Dig a Hole, Find a Finger |              |       |
| 1999 | Buddy Boy                 | Ireland      |       |
| 2000 | Sunset Strip              | Mary         |       |
| 2000 | Screenland Drive          | Nina         |       |
| 2001 | Maniacts                  | Beth Windsor |       |
| 2003 | The Vest                  | Mamá         | Corto |
| 2003 | Something More            | Señora Avery | Corto |

### Televisión
| Año       | Título                         | Papel                       | Notas                          |
| --------- | ------------------------------ | --------------------------- | ------------------------------ |
| 1994      | One Life to Live               | Emily Haynes                | 1 episodio                     |
| 1997      | When the Cradle Falls          | Lucy Becknell               | Película de televisión         |
| 1997      | Seinfeld                       | Vivian                      | 1 episodio                     |
| 1997      | Cracker                        | Dueña de Diana              | 1 episodio                     |
| 1998      | Ally McBeal                    | Chrissa                     | 1 episodio                     |
| 1998      | The Practice                   | Dr. Marshall                | 1 episodio                     |
| 1998      | Maggie                         | Jenny                       | 1 episodio                     |
| 1998      | Nothing Sacred                 | Cecil                       | 1 episodio                     |
| 1999      | Stark Raving Mad               | Tess                        | 1 episodio                     |
| 1999      | Snoops                         | Diana Keppler               | 1 episodio                     |
| 2000      | Cover Me                       | Mrs. Krost                  | 1 episodio                     |
| 2000      | Then Came You                  | Denise                      | 1 episodio                     |
| 2000      | Star Trek: Voyager             | Lanya                       | 1 episodio                     |
| 2000      | M.Y.O.B.                       | Mary Beth Farber            | 1 episodio                     |
| 2000      | Strong Medicine                | Angela                      | 1 episodio                     |
| 2000      | Popular                        | Penelope Poppins            | 1 episodio                     |
| 2000      | Freedom                        | Maggie Ford                 | 1 episodio                     |
| 2000      | The Fugitive                   | Deputy Dixmont              | 1 episodio                     |
| 2001      | The X-Files                    | Tammi Peyton                | 1 episodio                     |
| 2001      | Judging Amy                    | Vickie Spencer              | 1 episodio                     |
| 2001      | Kate Brasher                   | Nell Macrae                 | 1 episodio                     |
| 2001      | CSI: Crime Scene Investigation | Carla Dantini               | 1 episodio                     |
| 2001      | Yes, Dear                      | Rosanna                     | 1 episodio                     |
| 2001-2002 | Wolf Lake                      | Miranda Devereaux           | 5 episodios                    |
| 2001-2002 | Star Trek: Enterprise          | Tripulante Elizabeth Cutler | 3 episodios                    |
| 2002      | Six Feet Under                 | Melissa                     | Papel recurrente (temporada 2) |
| 2003      | The Pitts                      | Liz Pitt                    | Papel principal                |
| 2003      | NYPD Blue                      | Candace Hewitt              | 1 episodio                     |
| 2003      | Friends                        | Colleen                     | 1 episodio                     |
| 2003      | Less Than Perfect              | Invitada en fiesta          | No acreditada, 1 episodio      |
| 2004      | Everwood                       | Helen McGinns               | 1 episodio                     |
| 2004      | Wonderfalls                    | Penelope                    | 1 episodio (última aparición)  |